# Journal d'une schizophrène
Pour plus de détails, voir Fiche technique et Distribution.
Journal d'une schizophrène (Diario di una schizofrenica) est un film italien, réalisé par Nelo Risi en 1968.

## Synopsis
Anna, une adolescente de dix-sept ans, fille d'un riche ingénieur suisse, est affectée de troubles mentaux particulièrement graves : autisme, hallucination, régression infantile. Après de nombreuses thérapies, toutes plus inefficaces les unes que les autres, Anna est confiée à Mme Blanche, une psychothérapeute qui refuse le titre de médecin et ambitionne de la soigner sans recourir aux traitements traditionnels. Grâce aux dessins d'Anna, Mme Blanche parvient à comprendre ce dont souffre sa jeune patiente car la fonction symbolique est extrêmement développée chez des sujets atteints de schizophrénie. En réalité, Anna a été privée d'amour maternel et vit murée dans un dédale de censures intérieures qui l'empêchent de participer normalement à la vie extérieure. Adoptant une méthode faite de patience et d'amour, surmontant les crises et les difficultés, dont la phase la plus aiguë est la tentative de suicide par immersion d'Anna dans le lac de Lucerne, Mme Blanche parvient à insuffler à l'adolescente de progressives facultés d'autonomie.

## Fiche technique
- Titre : Journal d'une schizophrène
- Titre original : Diario di una schizofrenica
- Réalisation : Nelo Risi
- Scénario : Nelo Risi, Fabio Carpi, d'après le récit de Marguerite Sechehaye.
- Musique : Ivan Vandor
- Photographie : Giulio Albonico, film couleurs
- Montage : Cleofe Conversi
- Production : Gian Vittorio Baldi pour la Idi Cinematografica
- Société de production : IDI Cinematografica et Rai
- Pays :  Italie
- Genre : Drame
- Durée : 108 minutes
- Dates de sortie : 
  -  Italie : août 1968 (Mostra de Venise), 16 janvier 1969 (Milan)
- Affiche : René Ferracci (France)

## Distribution artistique
- Ghislaine d'Orsay : Anna
- Margarita Lozano : Mme Blanche
- Umberto Raho : M. Zeno, le père d'Anna
- Marija Tocinoski : la mère d'Anna

## Commentaire
- Diplômé en médecine, comme son frère aîné Dino Risi, Nelo Risi doit à ce film sa notoriété essentielle. Inspiré d'un ouvrage célèbre mais controversé, publié par le docteur Marguerite-Andrée Séchehaye en 1950, Le Journal d'une schizophrène est, vraisemblablement, le premier film de fiction totalement consacré à décrire la thérapie analytique subie par un sujet coupé de son environnement naturel.
- « Frustrée dans son enfance, une jeune fille a glissé vers l'angoisse et la dissociation de sa personnalité : le monde n'est plus, à ses yeux, que d'éclatants reflets insaisissables. (...) Le journal rend compte de cet univers intérieur en ruine et de la guérison. Nelo Risi l'illustre avec pudeur et bonne volonté sans briser le cadre des conventions liées à ce thème rebattu qu'il traite néanmoins avec moins de simplisme grandiloquent et accrocheur que le freudisme à la mode hollywoodienne », écrit Freddy Buache dans son livre consacré au cinéma italien d'après-guerre (Le cinéma italien 1945-1990, Éditions L'Âge d'Homme).
- Pour Jacques Lourcelles, le film de Nelo Risi est essentiellement le récit d'un « dialogue à deux voix » prenant la forme d'un « double apprentissage parallèle » : « l'adolescente malade redécouvre la réalité du monde extérieur, tandis que la psychothérapeute plonge à son contact dans un univers intérieur qui enrichira ses connaissances psychiatriques et psychanalytiques. » À ce titre, les prestations de la jeune Française Ghislaine d'Orsay et de Margarita Lozano - « rigueur, réalisme, émotion non sollicitée » - lui paraissent exemplaires (J. Lourcelles, in Dictionnaire du cinéma, Robert Laffont).